# Фрут Хил (Охајо)
Фрут Хил (енгл. Fruit Hill) насељено је место без административног статуса у америчкој савезној држави Охајо.

## Демографија
По попису из 2010. године број становника је 3.755, што је 190 (-4,8%) становника мање него 2000. године.
| Група             | 2000.         | 2010.         |
| Белци             | 3.827 (97,0%) | 3.574 (95,2%) |
| Афроамериканци    | 31 (0,8%)     | 55 (1,5%)     |
| Азијати           | 42 (1,1%)     | 39 (1,0%)     |
| Хиспаноамериканци | 25 (0,6%)     | 45 (1,2%)     |
| Укупно            | 3.945         | 3.755         |